# The Dizzy Acrobat
The Dizzy Acrobat (br: O Acrobata Maluco) é o oitavo curta-metragem animado da série Woody Woodpecker. Lançado em 21 de maio de 1943, o filme foi produzido pela Walter Lantz Productions e distribuído pela Universal Pictures.

## Elenco
- Mel Blanc	... Woody Woodpecker (voz) (arquivo sonoro) (sem créditos)
- Kent Rogers ... Woody Woodpecker (voz) (sem créditos)

## Prêmios e indicações
Oscar 1944
1. Melhor curta-metragem de animação (indicado)[2]